# Loituma
Loituma er en finsk kvartet, hvis medlemmer kombinerer finsk vokaltradition med lyden fra strengeinstrumentet kantele. Loituma blev valgt til Ensemble of the Year ved Kaustinen Folk Music Festival i 1997.
Gruppen er mest kendt for deres sang "Ieva's polka" der er blevet brugt til mange internetmemes, heriblandt Loituma Girl.

## Diskografi

### Albums
- Loituma (udgivet i Finland i 1995) / Things of Beauty (udgivet i USA i 1998)
- Kuutamolla (udgivet i Finland i 1998) / In the Moonlight (udgivet i USA i 1999)

### Singles
| Titel          | År   | Højste hitlisteplacering | Album   |
| Titel          | År   | GER                      | Album   |
| -------------- | ---- | ------------------------ | ------- |
| "Ieva's polka" | 2007 | 48                       | Loituma |